# ウィズ (玩具)
株式会社ウィズ（英: WiZ Co.,Ltd.）は、かつて存在した玩具の企画・開発などを手がけていた日本のメーカー。

## 概要
元バンダイの横井昭裕により1986年に設立。たまごっちやデジタルモンスターシリーズといった電子ゲームを土台にした玩具の企画開発を得意とし、バンダイとの協業によるメディアミックスにより小中学生を中心に支持を受けた。一方、バンダイに頼らない自社ブランドの玩具も販売してきた。
2014年前後にたまごっちとデジモンがリバイバルされたものの、この2作以外のヒットに恵まれず、2015年第1-第2四半期の業績で1億9100万円の営業赤字（当時の時価総額は10億円前後で推移）を計上。経営不振が鮮明となる。このため、バンダイナムコホールディングス（BNHD）に資本参加を要請。1年余りの交渉の末、2016年3月に同社が株式の買い取り（TOB）を行うことを発表した。
TOBに応じなかった株主が存在するため、2016年9月30日付で株式併合により完全子会社化され、それに先立つ9月27日付で上場廃止となった。ウィズはオリジナル玩具事業からは撤退し、バンダイ製玩具の企画開発に特化することになる。
2019年4月1日をもって、バンダイナムコグループ内再編を理由に、旧バンダイグループだったプレックスに吸収合併され、ウィズの商号は事実上消滅した。それに伴い、「たまごっち」、「デジタルモンスター」をはじめとするライセンス取得はプレックスに移管されたため、版権はバンダイが引き続き保有し現在に至る。代表取締役会長にはウィズの横井昭裕が就任した。

## 沿革
- 1986年（昭和61年）9月 - 株式会社ウイズ設立
- 1996年（平成8年）11月 - たまごっちが爆発的なヒットを記録する。
- 1997年（平成9年）6月 - デジタルモンスター（デジモン）発売。
- 1999年（平成11年）3月 - デジモンアニメ第一作『デジモンアドベンチャー』スタート。
- 2000年（平成12年）7月 - 株式会社ウィズに商号変更
- 2005年（平成17年）
  - 6月 - ジャスダック市場に上場。
  - 9月 - 子会社「株式会社クレマリーミルク」（後のウィズランド、2010年3月解散）を設立。
- 2006年（平成18年）
  - 1月 - 「株式会社 葦プロダクション」と業務提携契約を締結。
  - 8月 - 「株式会社epics」(旧称・株式会社ジーアーティスツ)を特定子会社化。
  - 11月 「株式会社フジトーイ」、「株式会社クワガタ」と業務・資本提携契約を締結。
- 2007年（平成19年）7月 - 新規事業“ SLOT CARS JAPAN ”開始。横浜市港北にスロットカーサーキット「スロットカーズ・ヨコハマ」を開設。
- 2009年（平成21年）2月 - ウィズが保有する株式会社epicsの株を全て同会社に売却。株式会社epicsは、ウィズグループから独立。
- 2009年  （平成21年）5月 - ウィズ保有のプロダクション リードの全株式が代表取締役の佐藤俊彦に譲渡され、ウィズグループから離脱
- 2016年（平成28年）
  - 3月 - バンダイナムコホールディングスがTOBを実施し完全子会社化を発表[2]。
  - 4月 - バンダイナムコホールディングスが第一回株式公開買付けの結果、横井昭裕などから55.02%の株式を取得し連結子会社化[3]。
  - 5月 - バンダイナムコホールディングスが第二回株式公開買付けの結果、87.38%の株式を取得[4]。
  - 9月 - ジャスダック上場廃止。株式併合により、バンダイナムコホールディングスの完全子会社化[5]。
- 2019年（平成31年）
  - 4月 - 株式会社プレックスに吸収合併され消滅。代表取締役会長として横井昭裕が就任。これによって、たまごっちやデジタルモンスター等はプレックスに引き継がれたため、版権はバンダイが継承するという。

## 主な製品
- たまごっち
- デジタルモンスター
- 陰陽闘神機
- ケータイ捜査官7
- レジェンズ
- クラッシュギア
- プリモプエル
- PaPiPuペット
- ドラゴンクエスト あるくんです
- ロコボ
- おしゃべりなちゅどん
- 空中戦機AIRBOTS
- G SLOT
- 慰謝料電卓
- キョロディ
- ジャケぐるみくーた